# کریستوس پاپادوپولوس
کریستوس پاپادوپولوس (انگلیسی: Christos Papadopoulos؛ زادهٔ ۱ نوامبر ۲۰۰۴) بازیکن فوتبال اهل یونان است که در حال حاضر برای یوونتوس نکست جن در پست هافبک بازی می‌کند.
وی همچنین در تیم ملی فوتبال زیر ۲۱ سال یونان بازی کرده است.